# ساچیرو توشیما
ساچیرو توشیما (انگلیسی: Sachiro Toshima؛ زادهٔ ۲۶ سپتامبر ۱۹۹۵) بازیکن فوتبال است.
از باشگاه‌هایی که در آن بازی کرده‌است می‌توان به باشگاه فوتبال آلبیرکس نیگاتا اشاره کرد.